# Knežina
Knežina (en serbe cyrillique : Кнежина) est un village de Bosnie-Herzégovine. Il est situé sur le territoire de la ville d'Istočno Sarajevo, dans la municipalité de Sokolac et dans la république serbe de Bosnie. Selon les premiers résultats du recensement bosnien de 2013, il compte 261 habitants.

## Géographie
Le village est situé à la confluence de la Kruševica et de la Bioštica, un affluent droit de la Krivaja

## Histoire
Le monastère de Knežina, fondé en 1371, qui dépend de l'éparchie de Zvornik-Tuzla, est situé sur le territoire du village.
La mosquée du Sultan Sélim II (Selimija džamija), qui remonte au XVIe siècle, est inscrite sur la liste des monuments nationaux de Bosnie-Herzégovine.

## Démographie

### Évolution historique de la population dans la localité
| 1948 | 1953 | 1961 | 1971 | 1981 | 1991 | 2013 |
| ---- | ---- | ---- | ---- | ---- | ---- | ---- |
| -    | -    | 555  | 437  | 406  | 465  | 261  |

|  |

### Communauté locale
En 1991, la communauté locale de Knežina comptait 2 282 habitants, répartis de la manière suivante :